# Euselates perroti
Euselates perroti är en skalbaggsart som beskrevs av Franz Antoine 1989. Euselates perroti ingår i släktet Euselates och familjen Cetoniidae. Inga underarter finns listade i Catalogue of Life.